# فدراسیون بورس اوراق بهادار اوراسیا
فدراسیون بورس اوراق بهادار اوراسیا (انگلیسی: Federation of Euro-Asian Stock Exchanges)یک سازمان بین‌المللی غیرانتفاعی است که متشکل از بیشتر بورس‌های اوراق بهادار در اروپای شرقی، خاورمیانه و آسیای میانه است. هدف فدراسیون کمک به همکاری، توسعه، پشتیبانی و ارتقا بازارهای سرمایه در منطقه اوراسیا است. در ۱۶ مه ۱۹۹۵ با ۱۲ عضو مؤسس تأسیس شد. در حال حاضر این سازمان دارای ۳۷ عضو است. دفتر مرکزی فدراسیون در ایروان، ارمنستان واقع شده‌است.

## اعضا

### اعضای کامل
اعضای کامل فدراسیون بورس‌های اوراق بهادار اروپا و آسیا شامل کشورهای زیر است:
- ارمنستان - سپرده گذاری مرکزی ارمنستان و بورس اوراق بهادار ارمنستان
- بلاروس - بورس بلاروس
- قبرس - بورس قبرس
- مصر - بورس مصر
- یونان - بورس آتن
- ایران - فرابورس ایران و بورس اوراق بهادار تهران
- عراق - بورس اوراق بهادار عراق
- اردن - بورس امان
- قزاقستان - بورس قزاقستان
- مقدونیه شمالی  - بورس اوراق بهادار مقدونیه
- عمان - بورس مسقط
- فلسطین - بورس اوراق بهادار فلسطین
- رومانی - بورس بخارست
- سوریه - بورس اوراق بهادار دمشق
- ازبکستان - بورس تاشکند

### اعضای ناظر
اعضای ناظر فدراسیون بورس‌های اوراق بهادار اروپا و آسیا شامل کشورهای زیر است:
- استرالیا -بورس اوراق بهادار سیدنی
- بوسنی و هرزگوین - بورس اوراق بهادار بانیا لوکا
- تاجیکستان -  بورس اوراق بهادار آسیای مرکزی
- گرجستان - بورس اوراق بهادار گرجستان
- ایران - بورس کالای ایران
- مولدووا - بورس اوراق بهادار مولداوی
- مقدونیه شمالی - سپرده گذاری مرکزی اوراق بهادار مقدونیه
- اسکاتلند - Project Blackthorn
- صربستان - بورس اوراق بهادار بلگراد
- سوئیس -